# Skřivany
Skřivany (německy Skriwan) jsou obec ležící na řece Cidlině tři kilometry severně od města Nový Bydžov v okrese Hradec Králové v Královéhradeckém kraji. Sídlem prochází železniční trať 040 Chlumec nad Cidlinou – Trutnov a silnice II/327. Žije zde přibližně 1 200 obyvatel.

## Historie
O prehistorickém osídlení této lokality svědčí řada nálezů po lovcích mamutů – z doby ledové. V okolí se našly keramické střepy, nástroje a dřevěné uhlí z mladší doby kamenné, odkryté přímo na území obce, stejně jako čtyři kostry tzv. „skrčenců“ ze starší doby bronzové. Jedna z koster je dnes vystavena v Muzeu v Novém Bydžově. O výzkum se zasloužil Albín Stocký.
Skřivany patří mezi nejstarší obce raného středověku v Královéhradeckém kraji. Původ jejich jména lze klást do 11. až 12. století. Přesné stáří je dosud předmětem sporu historiků. Datování vychází ze zápisu v Kosmově kronice z roku 1110, která hovoří o osadě u „mostů křivců“ (ad pontes criuci). Historikové se přou, zda pozdější vladykové ze Křivan přijali jméno podle Kosmova označení zdejších šikmo položených mostů přes řeku Cidlinu, nebo zda naopak až oni dali jméno zdejší osadě. Kosmas tedy slouží jako časový údaj před založením (ante quem) nebo po založení (post quem).
První majitelé panství jsou v písemných pramenech doloženi poměrně pozdě, od roku 1360 to byl Vznata ze Skřivan a po něm roku 1395 Chod ze Skřivan. Poslední Apollon ze Skřivan je doložen roku 1437. V 16. století se v držení obce vystřídali Pernštejnové, Václav Sokol z Leskovce a Erazim Sommerfeld. K renesanční etapě dějin patří výstavba tvrze, připomínané ovšem teprve roku 1628. Krátce do roku 1634 držel statek Albrecht z Valdštejna a po něm jeden z jeho vrahů John Gordon. Roku 1654 se na panství vracejí Sommerfeldové. Po nich se střídají majitelé až do roku 1805, kdy skřivanský statek koupil pražský měšťan Ignác Müller. Sňatkem jeho dcery přešel statek na Ledvinku z Adlerfelsu. Majiteli a provozovateli cukrovaru se koncem 19. století stali severočesko-němečtí podnikatelé Liebigové. Před první pozemkovou reformou vlastnila statek a cukrovar Pražská úvěrní banka.

## Přírodní poměry
Vesnice stojí ve Východolabské tabuli. Východně od ní protéká řeka Cidlina, jejíž tok a přilehlé pozemky jsou zde součástí přírodní památky Javorka a Cidlina – Sběř.

## Obyvatelstvo
| Rok            | 1869 | 1880 | 1890 | 1900  | 1910  | 1921  | 1930  | 1950  | 1961  | 1970  | 1980 | 1991 | 2001  | 2011  | 2021  |
| -------------- | ---- | ---- | ---- | ----- | ----- | ----- | ----- | ----- | ----- | ----- | ---- | ---- | ----- | ----- | ----- |
| Počet obyvatel | 604  | 797  | 936  | 1 309 | 1 323 | 1 242 | 1 246 | 1 021 | 1 118 | 1 077 | 997  | 926  | 1 029 | 1 034 | 1 064 |
| Počet domů     | 86   | 93   | 96   | 109   | 130   | 137   | 201   | 247   | 245   | 248   | 235  | 270  | 278   | 286   | 307   |

## Obecní správa
Mezi lety 1869–1988 Skřivany byly obcí v okrese Nový Bydžov (1869–1950) a později v okrese Hradec Králové. Od 1. ledna 1989 do 28. února 1990 patřily jako část města k Novému Bydžovu a od 1. března 1990 jsou opět samostatnou obcí.

### Obecní symboly
Znak a vlajka byly obci uděleny rozhodnutím předsedy Poslanecké sněmovny Parlamentu České republiky dne 27. března 2000.

## Pamětihodnosti
- Kostel svaté Anny (Svaté rodiny) – barokní jednolodní stavba s oratoří, postaven roku 1720 D. Morazzim, v západním průčelí nika se sochou Anděla Strážce; uvnitř dřevěné sochy světců z dílny F. M. Brokoffa (svatý Petr) a J. Rychtery (svatý Pavel); klasicistní náhrobek od J. Rychtery z roku 1822;
- Zvonice za kostelem, dřevěná
- Skřivanský zámek stojí na místě renesanční tvrze, sídla někdejších majitelů panství, továrníka Maxmiliána Ledvinky z Adlerfelsu; dvoupatrová stavba s hranolovou věží na východní straně z poloviny 19. století, ve stylu anglické tudorovské novogotiky ji projektoval architekt Josef Niklas, uvnitř jsou kazetové stropy J. Žabky podle návrhu arch. Sacherse. Hospodářské budovy ze 30. let 19. století. Dnes objekt slouží jako sociální ústav pro mentálně postižené dívky.
- Cukrovar – Světový věhlas získal skřivanský cukrovar, přeměněný postupně na moderní rafinerii, jež před druhou světovou válkou zaměstnávala kolem 1 200 lidí a jejíž proslulé homole se vyvážely do téměř padesáti zemí světa. V roce 1977 však byla skřivanská výroba cukru zrušena a v areálu bývalého cukrovaru se nyní vyrábějí víčka na konzervy.
- Chalupa (dříve hospodářské stavení) u zámku

## Rodáci a osobnosti
- František Ladislav Čelakovský – v letech 1822–1829 byl na zámku vychovatelem dětí továrníka Maxmiliána Ledvinky
- Ve vsi se narodil Václav Vojtěch (1901–1932), první Čech, který stanul na území Antarktidy (27. 1. 1929 s expedicí admirála Byrda). Jeho osobnost dnes připomíná pomník v místním parku i rekonstruovaný rodný dům – obecní hájovna.
- Josef Forbelský – český romanista a překladatel ze španělštiny
- Albín Stocký – archeolog a profesor Univerzity Karlovy

## Galerie

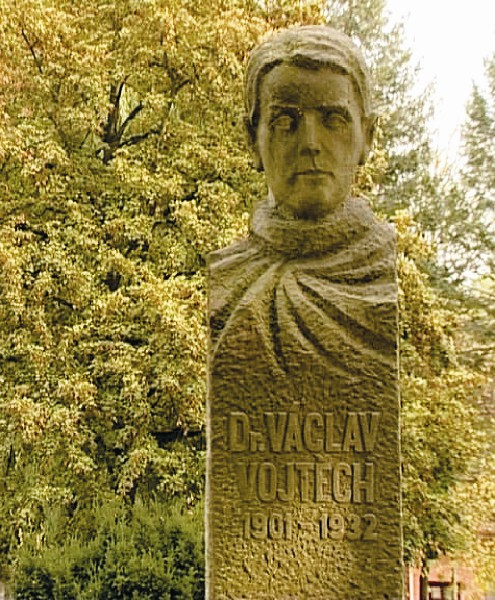
Pomník Václava Vojtěcha
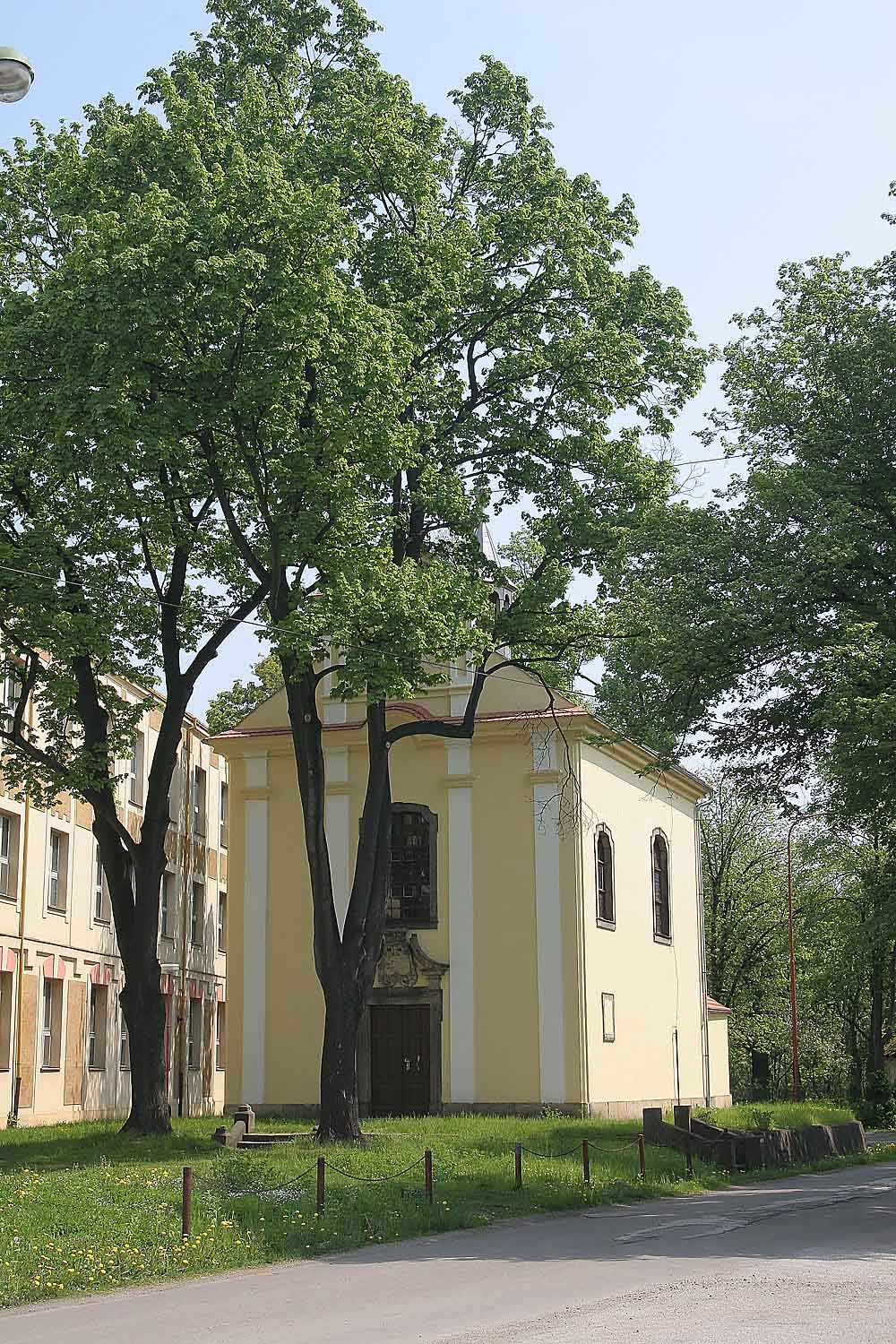
Kostelík sv. Anny
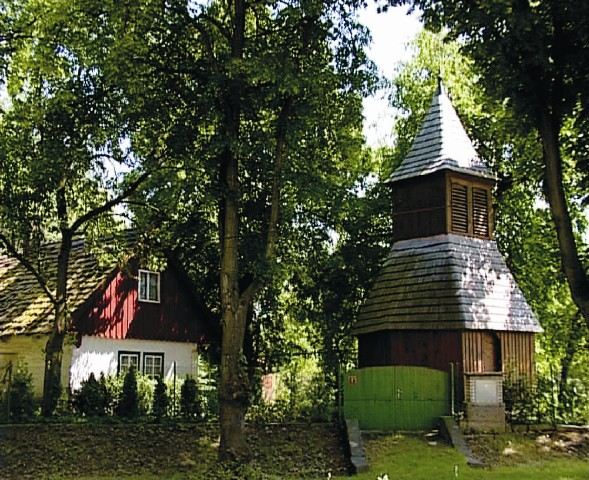
Skřivanská zvonička
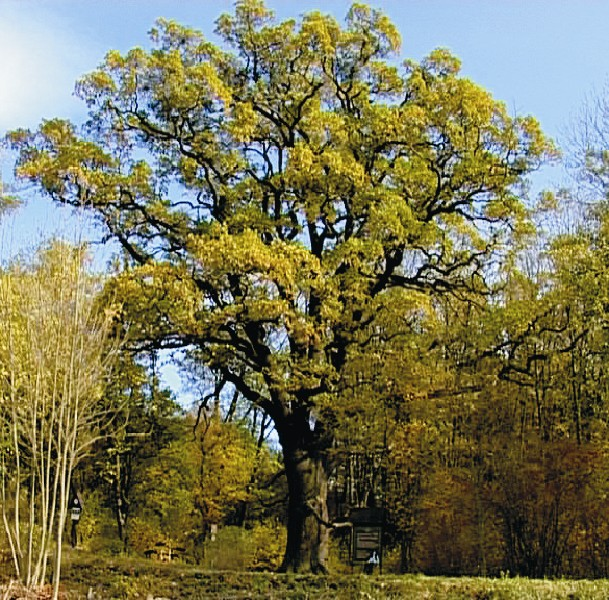
Vojtěchův dub (400 let, obvod kmene 690 cm)